# Ingrid Backlin
Ingrid Backlin (født Ingrid Michaëlsson; 16. maj 1920, død 24. februar 2013) var en svensk skuespillerinde. Hun fik sin filmdebut i 1940 og kom senere til at medvirke i mere end 30 film indtil 1983.  

## Privatliv
Backlin var gift med skuespilleren Stig Järrel fra 1948 til 1960. Hun ligger begravet på Norra begravningsplatsen udenfor Stockholm.

## Udvalgt filmografi
- Det tossede hotel (1940, ukrediteret)
- Snaphaner (1941)
- Flammer i mørket (1942, ukrediteret)
- Der står kvinder bagved alt (1942)
- På gale veje (1946)
- Tykke Thors husassistent (1946)
- Onde øjne (1947)
- Det sjette bud (1947)
- Flickan från tredje raden (1949)
- Poker (1951)
- Nattens børn (1956)
- Niklasons (tv-serie, 1965)
- Det sidste eventyr (1974)
- Græsenkemand (1982)